# الدوري البحريني الممتاز 2014–15
الدوري البحريني الممتاز 2014-2015 هي النسخة التاسعة والخمسين من الدوري البحريني الممتاز. بدأت البطولة في 17 سبتمبر.

## الأندية المشاركة
هبط فريقا النجمة وسترة وصعد مكانهما الرفاع الشرقي والبحرين.

### الملاعب والمواقع
| النادي        | الموقع        | الملعب      |
| ------------- | ------------- | ----------- |
| المالكية      | المالكية      |             |
| الحد          | الحد          |             |
| الحالة        | المحرق        |             |
| المحرق        | المحرق        | ستاد المحرق |
| الرفاع الشرقي | الرفاع الشرقي |             |
| الشباب        | جد حفص        |             |
| الرفاع        | الرفاع الغربي |             |
| البسيتين      | بسيتين        |             |
| البحرين       | المحرق        |             |
| المنامة       | المنامة       |             |

- على الرغم من أن معظم الفرق ليست ليدها ملعب خاص فإن جميع المباريات أقيمت على استاد البحرين الوطني وملعب مدينة خليفة الرياضية وملعب الأهلي حيث أن الفريق الذي يذكر أولا في جدول المباريات فإنه يعتبر صاحب الملعب.